# وستلند والاس
وستلند والاس (به انگلیسی: Westland_Wallace) یک هواگرد ملخ‌پیشین تک‌موتوره از نوع دو سرنشینه و دوباله با کاربرد عمومی ساخت شرکت هواگردسازی وست‌لند است. هواگرد وستلند والاس نخستین پروازش را در ۳۱ اکتبر ۱۹۳۱ میلادی انجام داد. این هواگرد در سال ۱۹۳۳ میلادی رسماً معرفی گردید و در سال‌های ۱۹۳۳–۱۹۳۶ تولید شده‌است. در مجموع، تعداد ۱۷۲ فروند از این هواگرد ساخته شده‌است.